# Temperatura dell'aria

Temperatura dell'aria nel globo nel 2002 (medie mensili).

In fisica dell'atmosfera e meteorologia la temperatura dell'aria è la temperatura che caratterizza l'atmosfera dei pianeti gassosi. 
Quando si tratta di determinare la temperatura di una massa d'aria che invade l'atmosfera terrestre e il nostro spazio vitale, le nostre impressioni sensoriali, anche se corrette, si rivelano del tutto insufficienti e inadeguate; in meteorologia la nozione di caldo e di freddo si pone dunque in tutt'altri termini cioè in maniera puramente quantitativa come da prassi scientifica.
I radiosondaggi verticali fatti attraverso l'atmosfera permettono di conoscere la temperatura e il tenore dell'aria alle varie quote altimetriche. Riportando attraverso il calcolo differenti particelle di riferimento (convenzionalmente 1000 bs), i meteorologi possono sapere di quale genere di masse d'aria si tratti.

## Descrizione

Variazione della temperatura dell'aria con l'altitudine.

L'esperienza e le innumerevoli misurazioni eseguite con i più vari mezzi d'esplorazione mostrano che la temperatura dell'aria diminuisce con l'altitudine.
L'atmosfera infatti si riscalda principalmente dal basso, per irraggiamento termico terrestre, cioè cessione di calore da parte del suolo precedentemente riscaldato dalla radiazione incidente, anziché dall'alto, cioè per assorbimento diretto della stessa;
L'assorbimento della radiazione infrarossa emessa dalla Terra da parte dell'atmosfera riguarda, per ovvie ragioni di propagazione spaziale, prima gli strati prossimi al suolo poi i successivi più distanti ed è anche tanto maggiore quanto maggiore è la densità dell'aria, che è funzione inversa della quota; è ragionevole dunque aspettarsi una diminuzione allontanandoci dalla sorgente di calore.
Il trasferimento verticale del calore dal suolo all'atmosfera e la diminuzione di temperatura con la quota è opera anche dei moti convettivi quando l'aria diviene turbolenta in presenza di forte riscaldamento del suolo: masse d'aria calda, divenute meno dense e quindi più leggere per unità di volume rispetto alle circostanti, salgono di quota e, portandosi a pressione minore, si espandono adiabaticamente con conseguente raffreddamento.
A calcoli fatti e a misurazioni dirette, il gradiente termico verticale, ovvero
la diminuzione della temperatura per unità di altezza, presenta un valore medio di 0,65 °C/100m in condizione di stabilità atmosferica; può crescere molto in presenza di regimi turbolenti dell'aria o in presenza di forte riscaldamento del suolo (nei deserti si raggiungono tassi anche di 20 °C/100m); può azzerarsi (la temperatura si mantiene costante) e in tal caso l'atmosfera è detta isotermica o omotermica; addirittura invertirsi (la temperatura aumenta con l'altitudine) nel caso dell'inversione termica; questa si verifica negli strati più alti dell'atmosfera, causa il diverso assorbimento della radiazione solare, ma può verificarsi anche nella bassa troposfera e al suolo, sempre per un anomalo assorbimento della radiazione per l'azione combinata di vapore acqueo, assenza di vento, pulviscolo, cielo sereno.

### Fattori d'influenza
Oltre che, dall'altitudine la temperatura dell'aria, dipende anche da altri parametri tra i quali spicca l'intensità della radiazione solare entrante, funzione a sua volta dell'inclinazione dei raggi solari con la superficie terrestre secondo la legge di Lambert.
In generale i fattori che influiscono sulla temperatura dell'aria sono:
- la latitudine cioè la distanza di un punto della terra dall'equatore: all'aumentare di questa aumenta l'inclinazione dei raggi e diminuisce l'intensità della radiazione assorbita.
- le stagioni: nell'emisfero boreale d'estate la radiazione è più intensa in quanto i raggi sono più perpendicolari e viceversa d'inverno la radiazione è minore.
- l'ora del giorno: la radiazione aumenta durante il mattino fino a raggiungere l'apice nelle ore centrali per poi tornare a diminuire e azzerarsi subito dopo il tramonto e per tutta la notte.
- l'esposizione e l'inclinazione del terreno rispetto ai raggi solari: nelle regioni temperate del nostro emisfero, infatti, i luoghi esposti a sud, ad esempio i versanti montuosi, godono di un periodo d'insolazione più lungo mentre nell'emisfero australe avviene il contrario. Il riscaldamento dei pendii, inoltre, è tanto maggiore quanto più essi si avvicinano alla perpendicolare con i raggi (Legge di Lambert).

Attenuano l'intensità della radiazione solare assorbita dal suolo e quindi hanno effetto sulla temperatura dell'aria i seguenti fattori:
- La copertura nuvolosa del cielo a causa l'elevato potere riflettente delle nubi: maggiore è la copertura nuvolosa minore è l'intensità della radiazione; limita anche sensibilmente l'irraggiamento notturno cioè l'emissione di calore verso lo spazio da parte della Terra: in presenza di cielo nuvoloso la temperatura subisce quindi una minore escursione termica giornaliera.
- Il pulviscolo atmosferico cioè l'insieme delle piccolissime particelle solide, prodotti di rifiuto della combustione di idrocarburi o liberate dalle eruzioni vulcaniche. Queste particelle ostacolano la radiazione solare assorbendola e diffondendola e in grandi quantità (spesso a seguito di forti eruzioni vulcaniche) possono influire sull'intero bilancio energetico terrestre fino a determinare cambiamenti climatici su vasta scala. Il 1816 è ricordato infatti come l'anno senza estate a causa dell'enorme quantità di polvere vulcanica immesse direttamente nell'atmosfera in seguito all'eruzione del vulcano Tambora nelle Filippine.
- Il vapore acqueo per l'elevato calore specifico (quantità di calore necessaria ad innalzare di un grado la temperatura di un grammo di sostanza), per l'elevato potere riflettente verso l'alto e di assorbimento dal basso rispettivamente delle radiazioni solari e delle radiazioni termiche terrestri.
- La copertura nevosa che riflette in massima parte le radiazioni per effetto albedo e sottrae calore all'ambiente circostante con la fusione del ghiaccio (calore di fusione = circa 80 cal per grammo d'acqua); le zone innevate hanno infatti temperature che difficilmente superano gli 0 °C e si raffreddano più intensamente e più rapidamente nella notte rispetto a zone non innevate.
- La vegetazione che assorbe notevoli quantità di calore per le sue funzioni vitali ed emette notevoli quantità di vapore acqueo con la traspirazione (ciclo fotosintetico); territori ricoperti da vegetazione subiscono escursioni termiche minori rispetto a zone prive di essa.

Da sottolineare anche il diverso riscaldamento della superficie terrestre e di quella marina, fenomeno che è alla base del clima marittimo e di quello continentale. A causa di un basso calore specifico e di una minore penetrazione delle radiazioni, la terraferma si riscalda e si raffredda molto più intensamente e rapidamente della superficie marina che ha invece un alto calore specifico (circa 2.5 volte maggiore di quello delle rocce, solo l'ammoniaca ha un calore specifico maggiore) e che distribuisce il calore su una massa maggiore per effetto della maggiore trasparenza alle radiazioni e delle correnti marine.
Anche il vento influisce sulla temperatura dell'aria poiché favorisce il ricircolo dell'aria contrastando l'innalzamento o l'abbassamento della temperatura. Esso inoltre facilita la dispersione del calore corporeo dandoci una sensazione di freddo più intenso o di caldo meno asfissiante; in queste condizioni si è quindi esposti ad una temperatura virtualmente inferiore a quella reale misurata dal termometro tanto che a volte risulta necessaria una nuova misura della temperatura a cui si dà il nome di temperatura di wind chill pari alla temperatura reale sottratta di una certa quantità proporzionale alla velocità del vento.
Da ultimo vanno considerati gli influssi che hanno sulla temperatura, o più in generale sull'intero bilancio termico della Terra, dei cosiddetti gas serra che, ostacolando l'irradiazione terrestre, ma non quella solare, provocano un aumento della temperatura media globale con effetti che costituiscono materia di studio e di dibattito tra climatologi di tutto il mondo e che rientrano nel complesso fenomeno comunemente noto come effetto serra.

### Influenze della temperatura
La temperatura influisce:
- sulla densità dell'aria e quindi anche sulla pressione atmosferica. Infatti masse d'aria a temperature diverse, hanno anche densità e pressione atmosferica diversa perché l'aria più calda è meno densa e quindi più rarefatta dell'aria fredda che è invece più densa e quindi più compressa. Tale diversità delle due masse d'aria genera un gradiente barico (differenza di pressione) che rappresenta il 'motore' degli spostamenti di masse d'aria: i venti;
- sull'umidità relativa dell'aria: più l'aria è calda minore è l'umidità relativa se l'umidità assoluta rimane costante e viceversa; temperature più alte favoriscono però l'accumulo nell'aria di maggiori quantità di vapore acqueo cioè innalzano l'umidità assoluta per evaporazione ed evotraspirazione da suolo umido e vegetazione.
- sullo stato delle precipitazioni (solido o liquido) cioè pioggia o neve, rugiada o brina.

### Temperatura effettiva e temperatura percepita

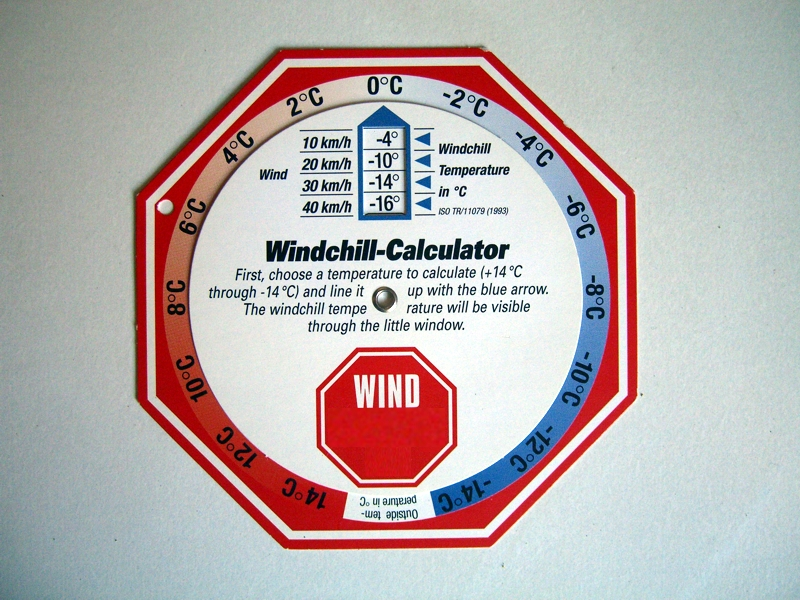
Calcolatore manuale dell'effetto windchill

Nell'ambito della meteorologia e in alcune discipline affini alla medicina (come la fisiologia) viene definita la cosiddetta temperatura percepita, ossia la sensazione di "caldo" o di "freddo" che viene avvertita; essa è dovuta non solo alla temperatura dell'aria, ma anche ad altre condizioni ambientali, come umidità e vento. Per esempio l'umidità dell'aria può aumentare la sensazione di caldo, mentre il vento può aumentare la sensazione di freddo.
La ragione per cui l'umidità dell'aria può aumentare la sensazione di caldo è che un contenuto maggiore di vapore acqueo nell'aria rende meno agevole l'evaporazione di acqua contenuta nel sudore, processo fondamentale per il corpo umano per liberare calore in eccesso.  La spiegazione di questo fenomeno è insita nella definizione di temperatura di bulbo umido.
Invece, la ragione per cui il vento può aumentare il disagio correlato alla sensazione di freddo è che esso aumenta la velocità con cui il corpo disperde calore.
Per misurare il disagio legato a condizioni ambientali calde e umide, viene impiegato comunemente il cosiddetto indice di calore, sviluppato nel 1978 da George Winterling sulla base degli studi svolti da Robert G. Steadman e adottato l'anno successivo dal National Weather Service degli Stati Uniti. L'indice di calore si limita a prendere in considerazione il fattore correttivo esercitato dalla sola umidità relativa sulla temperatura dell'aria e non può quindi essere considerato un indicatore assoluto della temperatura percepita dall'organismo umano, essendo quest'ultima sensibile a ulteriori fattori, quali la massa corporea dell'individuo, il vestiario, l'attività fisica, la viscosità del sangue, l'esposizione a radiazioni solari, la velocità del vento.
Meno frequentemente si fa riferimento all'indice humidex, sviluppato in Canada nel 1965 e perfezionato nel 1979 da J.M. Masterton e F.A. Richardson del servizio meteorologico canadese. Così come l'indice di calore di Winterling, anche l'humidex si propone di misurare la temperatura percepita applicando alla temperatura dell'aria un fattore correttivo legato all'umidità relativa. L'indice humidex può essere ricavato a partire dalla seguente formula:
{\displaystyle H=T+{\frac {5}{9}}(e-10)}
dove H è la temperatura apparente (humidex) espressa in °C, T è la temperatura effettiva dell'aria in °C ed e è la pressione parziale del vapore dell'aria espressa in hPa. Il valore di e può essere misurato con appositi strumenti oppure calcolato empiricamente a partire dall'umidità relativa UR:
{\displaystyle H=T+{\frac {5}{9}}(6{,}11\;{\frac {UR}{100}}\;10^{\frac {7{,}5T}{237{,}7+T}}-10)}
La temperatura apparente H è dunque funzione della temperatura effettiva e dell'umidità relativa. A parità di temperatura dell'aria e di umidità relativa, il valore dell'humidex tende a essere superiore al valore dell'indice di calore di Winterling.
Esistono altri indici per la misura di condizioni climatiche calde e umide, come gli indici di disagio THOM, che però non forniscono una valutazione della temperatura apparente.
Per misurare invece il disagio legato a condizioni ambientali di freddo e vento, viene impiegato frequentemente l'indice wind chill (detto anche "indice di raffreddamento"), che calcola la temperatura percepita tenendo conto anche della velocità del vento. L'indice wind chill è stato utilizzato per la prima volta nel 1936 da Paul A. Siple, ricercatore nell'Antartico. Sono state proposte diverse formule per questo indice; la formula corrispondente al New Wind Chill Equivalent Temperature Chart (introdotto nel 2001 dal National Weather Service - NWS - degli USA) è la seguente:
{\displaystyle W=13{,}12+0{,}6215\ T-11{,}37\ V^{0{,}16}+0{,}3965\ T\,V^{0{,}16}}
dove W è la temperatura apparente wind chill (in °C), T è la temperatura effettiva dell'aria a 10 m di altezza (in °C), V è la velocità del vento (in km/h). La formula indicata è valida solo per velocità del vento maggiori o uguali a 1,3 metri al secondo (4,68 km/h) e per temperature effettive inferiori a 10 °C.
La temperatura in casi estremi può essere dannosa e provocare dolore, in particolar modo temperature superiori a 45-50 °C provocano dolore fisico.
Esiste anche una curva o indice di Scharlau, che permette di analizzare come viene percepita la temperatura reale in base all'umidità, così come indice di calore o heat index (Steadman, 1979).

## Andamento
L'andamento giornaliero della temperatura dell'aria al suolo per un dato luogo e in condizioni di cielo sereno presenta un rapido aumento subito dopo il sorgere del sole, un continuo crescere fino a quando la radiazione solare entrante supera quella riemessa dalla Terra verso lo spazio, raggiungendo per questo l'apice non necessariamente nel periodo di massima insolazione cioè intorno al mezzogiorno locale bensì nelle prime ore pomeridiane; quindi una tendenza alla diminuzione fino a quando la radiazione termica (infrarossi) emessa dalla Terra supera quella solare entrante cioè fino al nuovo sorgere del sole, momento in cui si raggiunge la temperatura minima.
Il tasso di diminuzione in condizioni standard, cioè cielo sereno e assenza di vento, è tipicamente massimo al calar del sole e diminuisce più o meno lentamente, ma progressivamente fino al nuovo sorgere del Sole col raffreddamento del suolo in pieno accordo alla legge di Stefan-Boltzmann che vuole un irraggiamento di un corpo tanto maggiore quanto più esso è caldo e viceversa. Il quadro cambia se intervengono fattori di disturbo come nuvolosità, umidità, vento ecc.: la prima è in grado di notte di diminuire, arrestare o addirittura di invertire il tasso di diminuzione producendo a volte anche un piccolo aumento di temperatura, mentre di giorno ha fondamentalmente l'effetto opposto di arrestare o diminuire l'irradiazione solare entrante e quindi di limitare la crescita della temperatura; la seconda in generale interferisce con la diminuzione notturna della temperatura quando si è prossimi al punto di rugiada, inoltre condizioni di aria più secca favoriscono il calo della temperatura rispetto ad aria umida; infine il vento ha capacità di rimescolamento dell'aria contrastando quindi sia innalzamento che abbassamento della temperatura.
Si può dunque determinare per una data località la media giornaliera tra la temperatura massima e la temperatura minima, l'escursione termica giornaliera cioè la differenza tra la temperatura massima e la minima registrata nell'arco delle 24 ore, l'escursione termica media annua ossia la differenza fra la temperatura media del mese più caldo e quello più freddo (generalmente luglio e gennaio) legata per lo più alle stagioni, alla vicinanza al mare e all'altitudine con la quale diminuisce, anche se in misura minore.
In condizioni atmosferiche ottimali (cielo sereno e senza neanche una nube, mancanza di precipitazioni atmosferiche, calma di vento) si ha la massima escursione termica: si raggiunge durante il giorno la temperatura più alta per via dell'irraggiamento solare e durante la notte per la dispersione di calore: questo spiega perché, soprattutto nel tardo autunno e agli inizi della primavera, può formarsi la brina anche a temperature sopra gli 0 °C.
Durante una giornata di sole il suolo è più caldo dell'atmosfera perché accumula più calore dell'atmosfera e ne restituisce di meno; di notte invece, solitamente, è il contrario: la prova si può fare d'estate sulla spiaggia "scottandosi" mettendo i piedi sulla sabbia.
Un suolo troppo caldo in caso di sole caldissimo e di aria fredda in quota può causare la formazione di grandine favorita dal trascinamento di aria secca.
Può succedere però che la temperatura diminuisca anche in pieno giorno - questo accade se soffia un vento freddo e/o per effetto di una copertura nuvolosa - oppure che aumenti anche in piena notte - questo invece accade se soffia un vento d'aria calda. I fenomeni che causano la diminuzione della temperatura sono il temporale, il tornado, il downburst, la grandine e la pioggia mista a neve. La pioggia può sia aumentare che diminuire la temperatura dell'atmosfera, dipende da altre circostanze esterne.
L'insieme dei valori che la temperatura assume nello spazio atmosferico rappresenta il campo scalare della temperatura. Per la sua rappresentazione si utilizzano particolari carte sulle quali delle linee dette isoterme congiungono tutti i punti aventi la stessa temperatura. Per lo studio della temperatura dell'aria su un determinato territorio, molto più utili sono le carte isoamplitudinali, nelle quali delle linee dette isodiafore uniscono tutti i punti con medesima escursione annuale o mensile o giornaliera.

## Riscaldamento globale
La temperatura media atmosferica è il principale parametro di riferimento per cambiamenti climatici durante la storia climatica della Terra; in particolare le misurazioni moderne indicano un incremento medio globale di temperatura dell'atmosfera terrestre di circa 1,2 °C negli ultimi 150 anni, che rappresenta il dato sperimentale su cui poggia il fenomeno dell'attuale riscaldamento globale.